# Zellig Harris
Zellig Sabbetai Harris (28 tháng 2 năm 1909 - 22 tháng 5 năm 1992) là nhà ngôn ngữ học, cú pháp toán học, nhà phương pháp luận nghiên cứu khoa học người Mỹ. Khởi nguồn là một nhà ngôn ngữ học Semit, Harris được biết đến với các công trình về ngôn ngữ học cấu trúc và phân tích diễn ngôn với khám phá ra ngôn ngữ cấu trúc cải biết. Thành tựu mà ông giành được chỉ sau đúng 10 năm nghiên cứu từ khi bắt đầu nghề nghiệp lúc 25 tuổi. Những đóng góp của ông sau 35 tuổi gồm có ngữ pháp tiểu ngôn ngữ, ngữ pháp thực thi, lý thuyết thông tin ngôn ngữ và rất nhiều những thành tựu sáng giá khác.